# Championnat de futsal de la CONMEBOL 1992
Navigation
Taça América 1995
Le Championnat de futsal de la CONMEBOL 1992 est la première édition de la compétition nommée maintenant Copa América. Le tournoi a lieu du 2 au 4 juin 1992 à Aracaju, au Brésil. 
Il est qualificatif pour la Coupe du monde de futsal de 1992 qui se déroule du 15 au 28 novembre 1992. Seules quatre équipes concourent pour les trois sièges disponibles. Le Brésil, Argentine et le Paraguay se qualifient et l’Équateur échoue.

## Préparation de l'évènement

### Contexte
La CONMEBOL décide de mettre en place cette compétition en tant que qualification pour la Coupe du monde et pour déterminer les représentants sud-américains.

### Format
Les quatre équipes nationales inscrites au tournoi (Brésil, Argentine, Paraguay et Equateur) dispute une phase de groupe pour désigner la meilleure équipe d'Amérique du Sud et les trois qualifiées pour la Coupe du monde 1992.

## Compétition

### Rencontres
| 2 juin 1992 | Brésil | 4 – 0 | Argentine |  |  |
|             |        |       |           |  |  |

| 2 juin 1992 | Paraguay | 4 – 4 | Équateur |  |  |
|             |          |       |          |  |  |

| 3 juin 1992 | Brésil | 6 – 2 | Équateur |  |  |
|             |        |       |          |  |  |

| 3 juin 1992 | Argentine | 1 – 1 | Paraguay |  |  |
|             |           |       |          |  |  |

| 4 juin 1992 | Brésil | 2 – 1 | Paraguay |  |  |
|             |        |       |          |  |  |

| 4 juin 1992 | Argentine | 5 – 1 | Équateur |  |  |
|             |           |       |          |  |  |

### Classement
Le Brésil, Argentine et le Paraguay sont qualifiés pour la Coupe du monde en fin d'année, l’Équateur échoue.
| Rang | Équipe    | Pts | J | G | N | P | Bp | Bc | Diff |
| ---- | --------- | --- | - | - | - | - | -- | -- | ---- |
| 1    | Brésil    | 6   | 3 | 3 | 0 | 0 | 12 | 3  | +9   |
| 2    | Argentine | 3   | 3 | 1 | 1 | 1 | 6  | 6  | 0    |
| 3    | Paraguay  | 2   | 3 | 0 | 2 | 1 | 6  | 7  | -1   |
| 4    | Équateur  | 1   | 3 | 0 | 1 | 2 | 7  | 15 | -8   |

## Sources
- (en) « I CONMEBOL Futsal Championship 1992 », sur rsssf.com (consulté le 25 avril 2018)
- (en) « Technical report - qualifying results - Conmebol », sur fifa.com (consulté le 25 février 2018)